# Escudo de Cuenca

Escudo de la ciudad de Cuenca, versión con corona real cerrada.

El escudo de Cuenca posee la siguiente descripción heráldica:[cita requerida]

En un campo de gules (rojo), un cáliz de oro sumado de una estrella de ocho puntas de plata.
Al timbre corona real antigua, abierta, compuesta por un círculo de oro engastado de piedras preciosas que sostiene ocho florones, visibles cinco, interpolado de perlas.

El escudo alude a la reconquista de la ciudad por parte de Alfonso VIII en el año 1177, la estrella simboliza el comienzo del asedio que tuvo lugar el 6 de enero, día de la Epifanía, y el cáliz de San Mateo Evangelista la toma de la ciudad que se produjo el 21 de septiembre, día en que se celebra la festividad de este santo.
En la actualidad, el Ayuntamiento de la ciudad utiliza una versión estilizada del escudo tradicional, probablemente alejada de las convenciones heráldicas tradicionales.

Versión oficial actual del escudo